# Atanasio Soldati
Atanasio Soldati (Parma, 24 agosto 1896 – Parma, 27 agosto 1953) è stato un pittore italiano che negli anni trenta divenne una figura centrale dell'astrattismo italiano appena nato a Como e a Milano.

## Biografia

Composizione.

Atanasio Soldati, nato Atanasio Basetti, è nato a Parma nel 1896, secondogenito di Filippo Basetti e Fiora Soldati, da cui prese il cognome, aveva un fratello maggiore di nome Filippo. Nel 1920 consegue la laurea in architettura nella sua città natale, si trasferì a Milano nel 1925. Nel 1931 conosce gli astrattisti Mario Radice e Mauro Reggiani. Nel gennaio 1931 tiene una personale alla galleria de Il Milione dove, nel marzo 1932 espone ancora con Bogliardi e Ghiringhelli. L'anno successivo inizia a confrontarsi col cubismo di Léger (che aveva conosciuto nel 1932 proprio al Milione) e con Picasso. Nelle opere del periodo 1933-35 sono nitide le tracce lasciate da Paul Klee e da Kandinskij, Vordemberge-Gildewart, Baumeister che avevano esposto proprio alla galleria de Il Milione. Nel periodo 1935-36 si accosta in taluni dipinti al neoplasticismo di Piet Mondrian. Successivamente, dopo una parentesi neometafisica, raggiunge nell'immediato dopoguerra una propria autonomia espressiva consolidando una propria poetica idealmente vicina a Osvaldo Licini e a Fausto Melotti.
Interruppe l'attività di pittore per partecipare alla Resistenza tra il 1943 e il 1945.
Insegnò all'Accademia di Brera a Milano dal 1946 al 1948. Ebbe come allievo Augusto Garau.
Nel 1948 dà vita al Movimento Arte Concreta, insieme a Bruno Munari, Gillo Dorfles, Augusto Garau e Gianni Monnet; l'evento che celebra la nascita ufficiale del movimento è la mostra alla Libreria Salto di Milano nel dicembre di quell'anno.
A seguito di una grave malattia muore nella sua città natale il 27 agosto 1953.
Ha partecipato alla Quadriennale d'Arte di Roma nel 1936 e alle Biennali d'arte di Venezia del dopoguerra: 1948, 1950, 1952.
Soldati, assieme ad Alberto Magnelli, Enrico Prampolini e Mauro Reggiani, può considerarsi il pioniere dell'astrattismo in Italia.

## Attività
Le sue prime opere sono a carattere figurativo (di matrice purista) poi giunse alla ricerca astratta, partendo dalle forme geometriche, con colori vivi e non sfumanti, caratterizzati da limiti esatti. Esprimendo un lirismo proprio della pittura metafisica.